# Loi interdisant le blasphème (Pakistan)
Lire en ligne

Texte original

La loi interdisant le blasphème au Pakistan a été promulguée en 1986 sous la dictature du général Zia-ul-Haq, dans le cadre de ses initiatives visant à islamiser la société. Elle fait suite aux ordonnances Hudood promulguées en 1979 et condamnant l'adultère, notamment de la femme, qui seront réformées de façon importante par la loi de protection des femmes de 2006. 

## Origines
Une première loi du type date originellement de 1885, date à laquelle elle fut inscrite dans la Constitution indienne par les colonisateurs britanniques. Au moment de la partition des Indes en 1947, le fondateur et premier dirigeant du Pakistan Muhammad Ali Jinnah n'a pas réintroduit ce texte dans les lois pour que le pays ne soit pas religieux.
Après son arrivée au pouvoir en 1977, le général Muhammad Zia-ul-Haq cherche à islamiser la société. Il promulgue d'abord les ordonnances Hudood en 1979, puis remet en place l'interdiction du blasphème en 1986, avec des peines alourdies.

## Section 295(c) du code pénal introduite en 1986
La loi promulguée sous Zia ul-Haq a introduit une section 295(c) au code pénal pakistanais, au titre XV intitulé Of Offences Relating to Religion (Sur les offenses liées à la religion), qui dispose que :
«  toute remarque dérogatoire, etc., vis-à-vis du Prophète sacré [i.e. Mahomet] [...] à l'écrit ou à l'oral, ou par représentation visible, ou toute imputation ou insinuation, directe ou indirecte [...] sera punie de la mort, ou de l'emprisonnement à vie, et aussi passible d'une amende. »
Le titre XV lui-même date de la promulgation du Code pénal en 1860 sous l'Inde britannique (voir Droit en Inde). Par ailleurs, malgré l'islamisation de la société prônée par le général Zia ul-Haq, les règles du droit pénal musulman instaurées ne furent que peu appliquées.
En 1990, la Cour fédérale de la Chariah - le Pakistan étant officiellement une République islamique - a jugé non conforme au droit musulman la disposition de la section 295(C) prévoyant, en tant qu'alternative à la peine capitale pour blasphème envers le prophète Mahomet, la prison à vie. Elle a demandé au gouvernement de réformer la loi conformément à cette interprétation.

## Autres dispositions du Code pénal
D'autres dispositions, antérieures, du Code pénal, concernent la religion, soit pour défendre l'islam contre les blasphèmes et sacrilèges, soit pour défendre toutes formes de cultes et le respect dû aux morts, soit, enfin, visant explicitement l'ahmadisme, culte musulman jugé hérétique par le sunnisme et le chiisme.
Par ailleurs, la section 295(b) punit de l'emprisonnement à vie toute profanation du Coran.
La section 295(a) s'étend à tout acte intentionnel visant à heurter les sentiments religieux d'une personne (quelle que soit la religion), punissant celui-ci d'une peine de prison maximale de dix ans et d'une amende. 
La section 297 punit toute acte visant à déranger le culte, quel qu'il soit, ou toute atteinte à un cadavre ou à la dignité des restes d'une personne humaine.
La section 298 interdit aux membres du culte ahmadi de se dire musulmans et de nommer les personnages sacrés de l'islam selon leur tradition.

## Applications et conséquences sociales

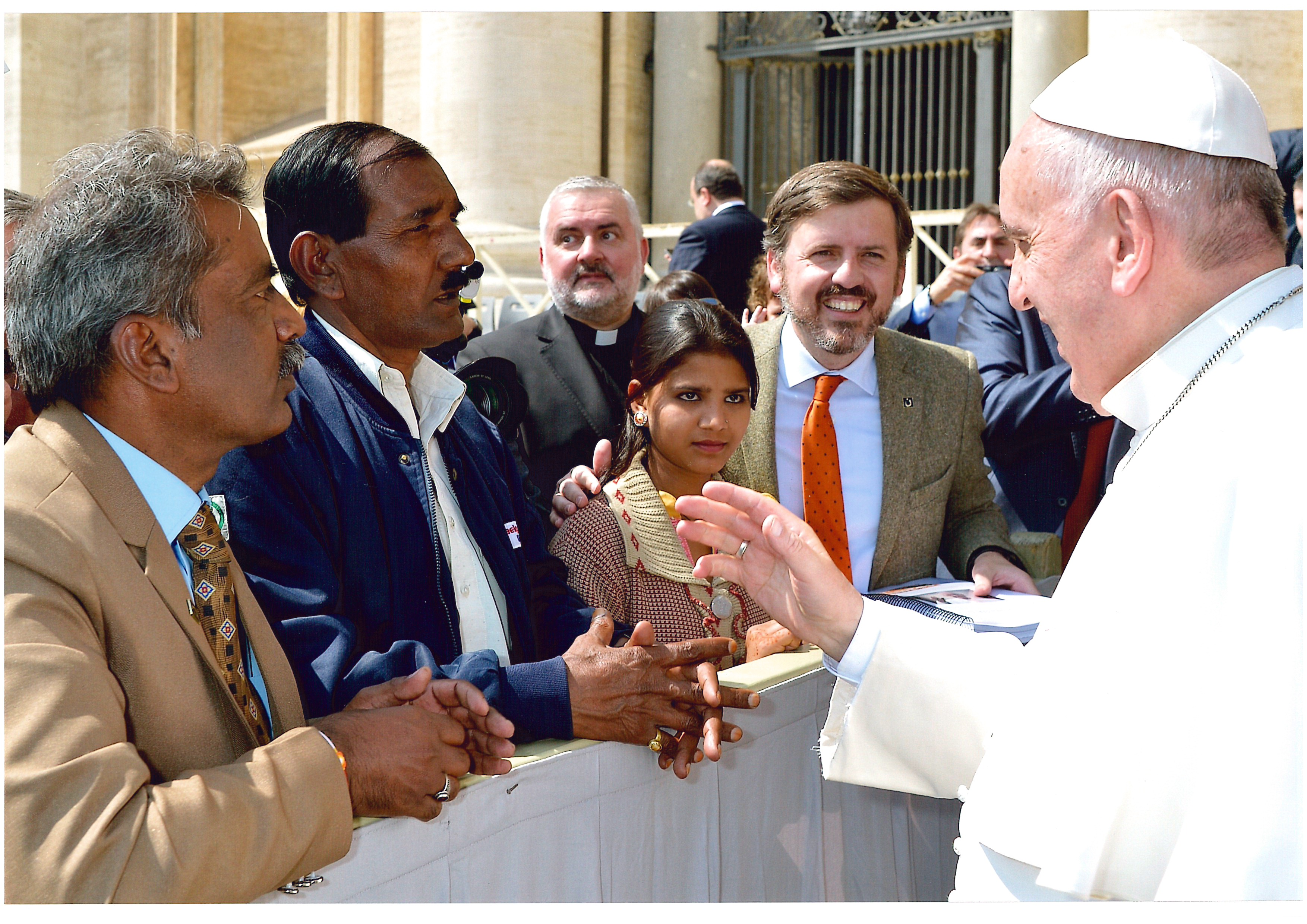
Le pape François avec l'époux et la fille d'Asia Bibi, en avril 2015.

Jusqu'à présent, personne n'a été exécuté au nom de cette loi. En revanche, la Commission nationale sur la justice et la paix de l'Église catholique romaine estime que de 1986 à 2009, au moins 964 personnes ont été inculpées de désacralisation du Coran ou de blasphème envers le Prophète Mahomet, dont 479 Musulmans, 119 Chrétiens, 340 Ahmadis, 14 Hindous et 10 membres d'autres religions. 
Par ailleurs, les accusations de blasphème, même non suivies d'exécution, ont pu conduire à des émeutes et assassinats. Ainsi, au moins 32 personnes sont mortes (assassinées) alors qu'elles attendaient d'être jugées pour blasphème ou après avoir été acquittées. Parmi elles, l'hindou Rao Zafar Iqbal, en juillet 2009; Samuel Masih, tué par un policier en 2004; le musulman Muhammad Yousaf Ali, condamné à mort en 2000 et assassiné en prison, deux ans plus tard, par un membre d'un groupe extrémiste dissous; le chrétien Manzoor Masih, tué en 1994 par des militants. Ou encore, protestant contre la condamnation d'un jeune chrétien pour blasphème, l'évêque de Faisalabad, John Joseph, s'est suicidé le 6 mai 1998.
En 2009, un acte de désécration du Coran avait causé des émeutes dans la ville de Gojra, dans le Pendjab, lors desquelles au moins sept chrétiens furent brûlés vifs. L'acte de désécration avait conduit trois chrétiens, avant ces meurtres, à être inculpés par la justice locale pour blasphème.
En novembre 2010, la condamnation à mort d'une chrétienne, Asia Bibi, accusée de blasphème envers le prophète Mahomet, a suscité une controverse nationale et internationale, qui s'est aggravée avec l'assassinat, en janvier 2011, du gouverneur du Pendjab, Salman Taseer, par son garde du corps. Salman Taseer, qui avait rendu visite en prison à Asia Bibi, a durement critiqué la loi,. Asia Bibi a interjeté appel, tandis que le président Asif Ali Zardari a déclaré, dès l'énoncé de sa condamnation connu, qu'il pourrait user de son pouvoir de grâce présidentielle.
Le ministre aux Affaires minoritaires, Shahbaz Bhatti, a déclaré vouloir réformer la loi, tout en se refusant à l'abroger. De nombreuses ONG de défense des droits de l'homme, dont Human Rights Watch, réclament son abrogation.
Selon Saroop Ijaz, avocat devant la Haute Cour de Lahore, les dispositions concernant le blasphème sont anti-constitutionnelles au regard de l'art. 25 de la Constitution, lequel interdit toute discrimination. Elles sont aussi contraires, selon lui, à la Déclaration des droits de l'homme de 1948 (art. 7, 18 et 19 relatifs à l'égalité devant la loi, à la liberté d'opinion et d'expression et à la liberté de religion) et au Pacte international relatif aux droits civils et politiques, ratifié par le Pakistan en juin 2010.
Selon Muhammad Sadiq Kakar, professeur de droit, la manière dont cette loi incrimine le blasphème est contraire aux principes de la jurisprudence islamique elle-même.

## Chronologie
- 3 juin 2006 : le Pakistan a interdit la diffusion du film Da Vinci Code, tiré du roman de Dan Brown également contesté par des chrétiens pakistanais, en utilisant les lois contre le blasphème. Le ministre Gulab Amal Gandoo eut ces paroles : « l'islam enseigne le respect de tous les prophètes du Dieu tout puissant et une dégradation de n'importe quel prophète a autant de portée que la diffamation de tous les autres »[10].
- 19 juillet 2010 : deux frères chrétiens accusés de blasphème sont assassinés à leur sortie du tribunal de Faisalabad[11] alors que ce tribunal venait de les acquitter, les contre-expertises demandées par leur avocat ayant prouvé leur innocence. Le meurtrier est condamné à mort le 18 avril 2011 par ce même tribunal[12].
- 22 novembre 2010 : Asia Bibi est condamnée à mort pour blasphème[13], avant d'être acquittée en octobre 2018.
- 4 janvier 2011 : Salman Taseer, gouverneur du Pendjab, qui avait dénoncé la loi sur le blasphème, est assassiné par Mumtaz Qadri, un de ses gardes[14].
- 2 mars 2011 : Shahbaz Bhatti, ministre fédéral des minorités religieuses, qui avait appelé à un amendement de la loi sur le blasphème, est assassiné par des hommes se réclamant d'un mouvement islamiste[15].
- Août 2012 : Rimsha Masih, une fillette chrétienne de moins de 16 ans déficiente mentale, accusée d'avoir brûlé des pages du Coran, est libérée de la prison où elle a été détenue pendant trois semaines[16].
- 21 décembre 2019 : arrêté en mars 2013, Junaid Hafeez est condamné à mort à Multan.